# 贝沃恩
贝沃恩（德語：Bevern，發音：[ˈbeːvɐn]）是德国下萨克森州霍尔茨明登县的市镇，面积33.33平方千米，2023年12月31日人口为3,865人。